# 佐々木春穂
佐々木 春穂（ささき はるほ - ）は、日本の女優。兵庫県神戸市出身。ドリーム・ウィーバー所属。身長159cm。
2020年3月に今の事務所に所属と同時に上京。食べ物の中で１番好きなのは和菓子で、高校生の時から飼っている白文鳥を溺愛している。また、高校時代は茶道部に所属。

## 映像作品
- 加古川市プロモーション動画「つたえよう　ぐうっ♡と！かこがわ」(2017年)
- 映画「きんの魔法つかい」(2018年) - 室田優香 役
- 栗生線映画製作プロジェクト「神さま、わたしの鉄道をまもって。～三木の紅龍伝説～」(2020年) - 恵比須萌子 役

## 舞台
- LIVEDOG GIRLS主催「LOCKDOWN」(2020年8月) - 平英子 役

## その他
- 神戸電鉄親善大使(2018年8月 - 2019年7月末)
- ファッションイベント「北神戸コレクション」 - 神戸電鉄大使として